# Colli di Scandiano e di Canossa bianco classico frizzante
 (décembre 2023).
Si vous disposez d'ouvrages ou d'articles de référence ou si vous connaissez des sites web de qualité traitant du thème abordé ici, merci de compléter l'article en donnant les références utiles à sa vérifiabilité et en les liant à la section « Notes et références ».
Le Colli di Scandiano e di Canossa bianco classico frizzante est un vin effervescent blanc de la région Émilie-Romagne doté d'une appellation DOC depuis le 20 septembre 1996. Seuls ont droit à la DOC les vins récoltés à l'intérieur de l'aire de production définie par le décret. 

## Aire de production
Les vignobles autorisés se situent en province de Reggio d'Émilie dans les communes de Albinea, Quattro Castella, Bibbiano, Montecchio, San Polo d'Enza, Canossa, Vezzano sul Crostolo, Viano, Scandiano, Castellarano et Casalgrande ainsi qu'en partie sur le territoire des communes Reggio d'Émilie, Casina, Sant'Ilario d'Enza et Cavriago.
Voir aussi l'article  Colli di Scandiano e di Canossa bianco classico.

## Caractéristiques organoleptiques
- couleur : jaune paille plus ou moins clair
- odeur : délicat, aromatique
- saveur : sec ou doux,  harmonique, frais,

Le Colli di Scandiano e di Canossa bianco classico frizzante se déguste à une température de 8 à 10 °C et il se boit jeune.

## Production
Province, saison, volume en hectolitres :
- pas de données disponibles